# Noor Al-Rawabdeh
Noor Al-Deen Mahmoud Ali Al-Rawabdeh, in arabo معاد ضحاك‎? (Amman, 24 febbraio 1997), è un calciatore giordano, centrocampista del Selangor e della Giordania.

## Carriera

### Nazionale
Ha esordito con la nazionale della Giordania nel pareggio 1-1 contro il Kuwait nella fase a gironi del Campionato  dell'Asia occidentale 2019.

## Statistiche

### Cronologia presenze e reti in nazionale
| Cronologia completa delle presenze e delle reti in nazionale ― Giordania | Cronologia completa delle presenze e delle reti in nazionale ― Giordania | Cronologia completa delle presenze e delle reti in nazionale ― Giordania | Cronologia completa delle presenze e delle reti in nazionale ― Giordania | Cronologia completa delle presenze e delle reti in nazionale ― Giordania | Cronologia completa delle presenze e delle reti in nazionale ― Giordania | Cronologia completa delle presenze e delle reti in nazionale ― Giordania | Cronologia completa delle presenze e delle reti in nazionale ― Giordania |
| Data                                                                     | Città                                                                    | In casa                                                                  | Risultato                                                                | Ospiti                                                                   | Competizione                                                             | Reti                                                                     | Note                                                                     |
| ------------------------------------------------------------------------ | ------------------------------------------------------------------------ | ------------------------------------------------------------------------ | ------------------------------------------------------------------------ | ------------------------------------------------------------------------ | ------------------------------------------------------------------------ | ------------------------------------------------------------------------ | ------------------------------------------------------------------------ |
| 7-8-2019                                                                 | Erbil                                                                    | Kuwait                                                                   | 1 – 1                                                                    | Giordania                                                                | WAFF Championship - 1º turno                                             | -                                                                        |                                                                          |
| 10-8-2019                                                                | Erbil                                                                    | Giordania                                                                | 3 – 0                                                                    | Arabia Saudita                                                           | WAFF Championship - 1º turno                                             | -                                                                        | 85’                                                                      |
| 30-8-2019                                                                | Kuala Lumpur                                                             | Malaysia                                                                 | 0 – 1                                                                    | Giordania                                                                | Amichevole                                                               | -                                                                        | 69’                                                                      |
| 5-9-2019                                                                 | Taipei                                                                   | Taipei cinese                                                            | 1 – 2                                                                    | Giordania                                                                | Qual. Mondiali 2022                                                      | -                                                                        | 88’                                                                      |
| 10-9-2019                                                                | Amman                                                                    | Giordania                                                                | 2 – 4                                                                    | Paraguay                                                                 | Amichevole                                                               | -                                                                        |                                                                          |
| 6-10-2019                                                                | Amman                                                                    | Giordania                                                                | 0 – 0                                                                    | Singapore                                                                | Amichevole                                                               | -                                                                        | 66’                                                                      |
| 14-11-2019                                                               | Amman                                                                    | Giordania                                                                | 0 – 1                                                                    | Australia                                                                | Qual. Mondiali 2022                                                      | -                                                                        |                                                                          |
| 12-11-2020                                                               | Dubai                                                                    | Iraq                                                                     | 1 – 0                                                                    | Giordania                                                                | Amichevole                                                               | -                                                                        |                                                                          |
| 16-11-2020                                                               | Sharjah                                                                  | Giordania                                                                | 1 – 0                                                                    | Siria                                                                    | Amichevole                                                               | -                                                                        |                                                                          |
| 1-2-2021                                                                 | Dubai                                                                    | Giordania                                                                | 2 – 0                                                                    | Tagikistan                                                               | Amichevole                                                               | -                                                                        | 81’                                                                      |
| 15-2-2021                                                                | Dubai                                                                    | Uzbekistan                                                               | 2 – 0                                                                    | Giordania                                                                | Amichevole                                                               | -                                                                        |                                                                          |
| 20-3-2021                                                                | Dubai                                                                    | Giordania                                                                | 0 – 0                                                                    | Oman                                                                     | Amichevole                                                               | -                                                                        |                                                                          |
| 24-3-2021                                                                | Dubai                                                                    | Giordania                                                                | 1 – 0                                                                    | Libano                                                                   | Amichevole                                                               | -                                                                        | 87’                                                                      |
| 30-3-2021                                                                | Riffa                                                                    | Bahrein                                                                  | 1 – 2                                                                    | Giordania                                                                | Amichevole                                                               | -                                                                        |                                                                          |
| 7-6-2021                                                                 | Kuwait City                                                              | Nepal                                                                    | 0 – 3                                                                    | Giordania                                                                | Qual. Mondiali 2022                                                      | -                                                                        | 67’                                                                      |
| 15-6-2021                                                                | Kuwait City                                                              | Australia                                                                | 1 – 0                                                                    | Giordania                                                                | Qual. Mondiali 2022                                                      | -                                                                        |                                                                          |
| 10-11-2021                                                               | Riffa                                                                    | Haiti                                                                    | 2 – 0                                                                    | Giordania                                                                | Amichevole                                                               | -                                                                        |                                                                          |
| 10-11-2021                                                               | Pristina                                                                 | Kosovo                                                                   | 0 – 2                                                                    | Giordania                                                                | Amichevole                                                               | -                                                                        | 90’                                                                      |
| 7-12-2021                                                                | Ar Rayyan                                                                | Arabia Saudita                                                           | 0 – 1                                                                    | Giordania                                                                | Coppa araba FIFA 2021 - 1º turno                                         | -                                                                        |                                                                          |
| 7-12-2021                                                                | Ar Rayyan                                                                | Giordania                                                                | 0 – 4                                                                    | Marocco                                                                  | Coppa araba FIFA 2021 - 1º turno                                         | -                                                                        |                                                                          |
| 7-12-2021                                                                | Doha                                                                     | Giordania                                                                | 5 – 1                                                                    | Palestina                                                                | Coppa araba FIFA 2021 - 1º turno                                         | -                                                                        |                                                                          |
| 11-12-2021                                                               | Al Wakrah                                                                | Egitto                                                                   | 3 – 1 dts                                                                | Giordania                                                                | Coppa araba FIFA 2021 - Quarti di finale                                 | -                                                                        | 106’                                                                     |
| 28-1-2022                                                                | Abu Dhabi                                                                | Giordania                                                                | 2 – 1                                                                    | Nuova Zelanda                                                            | Amichevole                                                               | -                                                                        | 63’                                                                      |
| 28-5-2022                                                                | Doha                                                                     | India                                                                    | 0 – 2                                                                    | Giordania                                                                | Amichevole                                                               | -                                                                        | 46’                                                                      |
| 1-6-2022                                                                 | Doha                                                                     | Australia                                                                | 2 – 1                                                                    | Giordania                                                                | Amichevole                                                               | -                                                                        | 80’                                                                      |
| 8-6-2022                                                                 | Kuwait City                                                              | Giordania                                                                | 2 – 0                                                                    | Nepal                                                                    | Qual. Coppa d'Asia 2023                                                  | -                                                                        | 74’                                                                      |
| 11-6-2022                                                                | Kuwait City                                                              | Indonesia                                                                | 0 – 1                                                                    | Giordania                                                                | Qual. Coppa d'Asia 2023                                                  | -                                                                        | 90’                                                                      |
| 14-6-2022                                                                | Kuwait City                                                              | Giordania                                                                | 3 – 0                                                                    | Kuwait                                                                   | Qual. Coppa d'Asia 2023                                                  | 1                                                                        |                                                                          |
| 17-11-2022                                                               | Amman                                                                    | Giordania                                                                | 1 – 3                                                                    | Spagna                                                                   | Amichevole                                                               | -                                                                        |                                                                          |
| 28-3-2023                                                                | Al Wakrah                                                                | Giordania                                                                | 4 – 0                                                                    | Filippine                                                                | Amichevole                                                               | -                                                                        |                                                                          |
| 16-6-2023                                                                | Vienna                                                                   | Serbia                                                                   | 3 – 2                                                                    | Giordania                                                                | Amichevole                                                               | -                                                                        |                                                                          |
| 19-6-2023                                                                | Wiener Neustadt                                                          | Giamaica                                                                 | 1 – 2                                                                    | Giordania                                                                | Amichevole                                                               | -                                                                        |                                                                          |
| 7-9-2023                                                                 | Oslo                                                                     | Norvegia                                                                 | 6 – 0                                                                    | Giordania                                                                | Amichevole                                                               | -                                                                        | 68’                                                                      |
| 12-9-2023                                                                | Baku                                                                     | Azerbaigian                                                              | 2 – 1                                                                    | Giordania                                                                | Amichevole                                                               | -                                                                        | 67’                                                                      |
| 12-9-2023                                                                | Baku                                                                     | Azerbaigian                                                              | 2 – 1                                                                    | Giordania                                                                | Amichevole                                                               | -                                                                        |                                                                          |
| 16-10-2023                                                               | Amman                                                                    | Giordania                                                                | 1 – 1 (3 – 5 dtr)                                                        | Iraq                                                                     | Amichevole                                                               | -                                                                        |                                                                          |
| 21-11-2023                                                               | Dushanbe                                                                 | Tagikistan                                                               | 1 – 1                                                                    | Giordania                                                                | Qual. Coppa d'Asia 2023                                                  | -                                                                        |                                                                          |
| 21-11-2023                                                               | Amman                                                                    | Giordania                                                                | 0 – 2                                                                    | Arabia Saudita                                                           | Qual. Coppa d'Asia 2023                                                  | -                                                                        |                                                                          |
| 15-1-2024                                                                | Al Wakrah                                                                | Malaysia                                                                 | 0 – 4                                                                    | Giordania                                                                | Coppa d'Asia 2023 - 1º turno                                             | -                                                                        |                                                                          |
| 2-2-2024                                                                 | Al Rayyan                                                                | Tagikistan                                                               | 0 – 1                                                                    | Giordania                                                                | Coppa d'Asia 2023 - Quarti di fin ale                                    | -                                                                        | 79’                                                                      |
| 6-2-2024                                                                 | Al Rayyan                                                                | Giordania                                                                | 2 – 0                                                                    | Corea del Sud                                                            | Coppa d'Asia 2023 - Semifinale                                           | -                                                                        |                                                                          |
| 10-2-2024                                                                | Lusail                                                                   | Giordania                                                                | 1 – 3                                                                    | Qatar                                                                    | Coppa d'Asia 2023 - Finale                                               | -                                                                        |                                                                          |
| 21-3-2024                                                                | Islamabad                                                                | Pakistan                                                                 | 0 – 3                                                                    | Giordania                                                                | Qual. Mondiali 2026                                                      | -                                                                        |                                                                          |
| 26-3-2024                                                                | Amman                                                                    | Giordania                                                                | 7 – 0                                                                    | Pakistan                                                                 | Qual. Mondiali 2026                                                      | -                                                                        |                                                                          |
| 6-6-2024                                                                 | Amman                                                                    | Giordania                                                                | 3 – 0                                                                    | Tagikistan                                                               | Qual. Mondiali 2026                                                      | -                                                                        |                                                                          |
| 11-6-2024                                                                | Riyadh                                                                   | Arabia Saudita                                                           | 1 – 2                                                                    | Giordania                                                                | Qual. Mondiali 2026                                                      | 1                                                                        |                                                                          |
| 5-9-2024                                                                 | Amman                                                                    | Giordania                                                                | 1 – 1                                                                    | Kuwait                                                                   | Qual. Mondiali 2026                                                      | -                                                                        | 82’                                                                      |
| 10-9-2024                                                                | Kuala Lumpur                                                             | Palestina                                                                | 1 – 3                                                                    | Giordania                                                                | Qual. Mondiali 2026                                                      | 1                                                                        |                                                                          |
| 10-10-2024                                                               | Amman                                                                    | Giordania                                                                | 0 – 2                                                                    | Corea del Sud                                                            | Qual. Mondiali 2026                                                      | -                                                                        |                                                                          |
| 15-10-2024                                                               | Amman                                                                    | Giordania                                                                | 4 – 0                                                                    | Oman                                                                     | Qual. Mondiali 2026                                                      | -                                                                        | 81’                                                                      |
| 5-6-2025                                                                 | Muscat                                                                   | Oman                                                                     | 0 – 3                                                                    | Giordania                                                                | Qual. Mondiali 2026                                                      | -                                                                        | 73’                                                                      |
| Totale                                                                   |                                                                          | Presenze                                                                 | 50                                                                       |                                                                          | Reti                                                                     | 3                                                                        |                                                                          |

## Palmarès

### Club

#### Competizioni nazionali
- Coppa di Giordania: 1

Al-Faisaly: 2017-2018
- Coppa della Federazione calcistica del Bahrein: 1

Al-Muharraq: 2021
- MFL Challenge Cup: 1

Selangor: 2024-2025

#### Competizioni internazionali
- Coppa dell'AFC: 1

Al-Muharraq: 2021